# Hanna Minenko
Hanna Viktorivna Kniazieva-Minenko (en hebreo: חנה קנייזבה-מיננקו‎; en ucraniano: Ганна Вікторівна Князєва-Міненко; Pereyáslav, URSS, 25 de septiembre de 1989) es una deportista israelí de origen ucraniano que compite en atletismo, especialista en la prueba de triple salto.
Ganó una medalla de plata en el Campeonato Mundial de Atletismo de 2015, dos medallas en el Campeonato Europeo de Atletismo, en los años 2016 y 2022, y una medalla de bronce en el Campeonato Europeo de Atletismo en Pista Cubierta de 2015.
Participó en tres Juegos Olímpicos de Verano, ocupando el cuarto lugar en Londres 2012, el quinto en Río de Janeiro 2016 y el sexto en Tokio 2020.

## Palmarés internacional
| Representando a Israel               |                          |                   |              |
| Campeonato Mundial                   |                          |                   |              |
| Año                                  | Lugar                    | Medalla           | Prueba       |
| 2015                                 | Pekín (China)            | Medalla de plata  | Triple salto |
| Campeonato Europeo                   |                          |                   |              |
| Año                                  | Lugar                    | Medalla           | Prueba       |
| 2016                                 | Ámsterdam (Países Bajos) | Medalla de bronce | Triple salto |
| 2022                                 | Múnich (Alemania)        | Medalla de bronce | Triple salto |
| Campeonato Europeo en Pista Cubierta |                          |                   |              |
| Año                                  | Lugar                    | Medalla           | Prueba       |
| 2015                                 | Praga (República Checa)  | Medalla de bronce | Triple salto |